# François Jourgniac de Saint-Méard
François Jourgniac de Saint-Méard, né le 22 novembre 1747 à Bordeaux et mort le 3 février 1827 à Paris, est un militaire, journaliste et homme de lettres français.

## Biographie
D’une vieille famille originaire du Limousin, Saint-Méard servit dans le régiment du roi-Infanterie, de 1766 jusqu’à la dissolution de ce corps en 1790, au début de la Révolution, ayant gravi tous les échelons pour atteindre le grade de capitaine commandant d’une compagnie de chasseurs. Se trouvant à Nancy au moment de l’insurrection militaire qui éclata en 1790, il fut choisi comme commandant par les régiments mutinés, qui le nommèrent leur général et le forcèrent à marcher à leur tête sur Lunéville, mais il trouva le moyen de les abandonner en route, et les insurgés, se croyant trahis, le condamnèrent à mort trois jours plus tard.
Saint-Méard vint alors à Paris où, dévoué à la monarchie, il est surtout connu pour avoir fourni beaucoup de calembours et de paragraphes au Journal de la cour et de la ville, petite feuille satirique royaliste connue sous le nom du Petit Gautier, qui jouissait d’une certaine vogue et où son tour d’esprit et ses sarcasmes en faisaient un redoutable adversaire. Il est considéré comme ayant participé à la rédaction des Actes des Apôtres, dirigé par Jean-Gabriel Peltier. Il fut arrêté et emprisonné à la prison de l'Abbaye, après la prise de pouvoir de la Commune insurrectionnelle de Paris, à la suite de l’insurrection du 10 aout 1792, moins pour ce grief que pour une querelle qu’il eut quelque temps avant le 10 aout, chez le libraire Desenne, avec le magistrat Manuel. Cette querelle avait fait tant de bruit que Saint-Méard avait cru nécessaire de faire imprimer en forme de dialogue son apologie afin de ne pas être déchiré tout de suite par les volontaires de Manuel, nommé procureur syndic de la Commune de Paris le 13 aout.
Dès lors, l’apologie ne fut plus suffisante et Manuel, qui était venu retirer Beaumarchais de l’abbaye le 30, y laissa Saint-Méard qui fut le témoin oculaire des massacres de Septembre auxquels il eut la chance d’échapper grâce à sa connaissance du provençal : Saint-Méard s’adressa en cette langue au soldat qui le traduisait au guichet. « Pourquoi es-tu ici ? lui répondit le soldat. Si tu n’es pas un traitre, le président, « qui n’est pas un sot », saura te rendre justice. Ne tremble pas, et réponds bien. » Saint-Méard fut présenté à Maillard, qui lui fit grâce et le protégea par la suite. Saint-Méard a raconté cette terrible expérience dans une brochure intitulée Mon agonie de trente-huit heures, ou Récit de ce qui m’est arrivé, de ce que j’ai vu et entendu pendant ma détention dans la prison de l’abbaye Saint-Germain depuis le 22 août jusqu’au 4 septembre (Paris, Desenne, 1792, in-8°, 61 p.) qui connut plus de cent éditions.
Après la Terreur, Saint-Méard continua de fréquenter les salons littéraires de Paris, où on lui décerna le titre humoristique de « président et directeur général en chef de la Société universelle des gobe-mouches ». Saint-Méard, qui était passé à travers le Directoire et l’Empire, sans laisser de trace, alla s’engager, au mois de mars 1815, parvenu à un âge avancé où il s’était entièrement retiré de la politique, comme volontaire royaliste chez le lieutenant-général comte de Vioménil. Sept ans plus tard, pendant la Restauration qu'il avait accueillie avec transport, il demanda le grade de colonel et la permission de prendre sa retraite à demi-solde qui lui furent refusés par l’administration car il n’avait pas émigré. Devant cet échec, il se mit à publier diverses brochures piquantes qui lui valurent enfin une pension sur la liste civile. Il avait, du reste, sauvé quelques débris de sa fortune, et il passa le reste de vie au café de Valois, distribuant des brevets de gobe-mouches à ses amis. Selon Grimod de La Reynière, « il gobait autre chose que des mouches et présentait en sa personne l’exemple d’un des plus vastes appétits de Paris ».
Il a écrit sous les pseudonymes de « Un prisonnier détenu à l'abbaye Saint-Germain », « J***** » et « J…….C St. M…D ». Il était chevalier de l’ordre royal et militaire de Saint-Louis.